# A Real Dead One
Az A Real Dead One a brit Iron Maiden 1993-ban megjelent koncertlemeze, melyet az EMI adott ki. A korong a szintén 1993-ban megjelent A Real Live One folytatásának is tekinthető. Az album dalait az 1992/1993-as európai fellépések alkalmával rögzítették. A Bruce Dickinson távozása után megjelenő anyagra, kizárólag olyan dalok kerültek fel, melyek az együttes 1975 és 1984 közötti időszakából valóak. A borítót Derek Riggs készítette, melyen Eddie, mint DJ látható a pokolban. A korongról a Hallowed Be Thy Name jelent meg kislemezen, mely felkerült a Billboard Mainstream Rock Chart listájára is.

## Számlista
A dalokat Steve Harris írta, kivéve ahol jelölve van.
1. The Number of the Beast
  - Valby Halle, Koppenhága, Dánia, 1992. augusztus 25.
2. The Trooper
  - Helsinki Ice Hall, Helsinki, Finnország, 1992. augusztus 27.
3. Prowler
  - Palaghiaccio, Róma, Olaszország, 1993. április 30.
4. Transylvania
  - Grugahalle, Essen, Németország, 1993. április 17.
5. Remember Tomorrow (Harris, Paul Di'Anno)
  - Grugahalle, Essen, Németország, 1993. április 17.
6. Where Eagles Dare
  - Grugahalle, Essen, Németország, 1993. április 17.
7. Sanctuary (Di'Anno, Dave Murray, Harris)
  - La Patinoire De Malley, Lausanne, Svájc, 1992. szeptember 4..
8. Running Free (Harris, Di'Anno)
  - La Patinoire De Malley, Lausanne, Svájc, 1992. szeptember 4..
9. Run to the Hills
  - The Vítkovice Sports Hall, Ostrava, Cseh Köztársaság, 1993. április 5.
10. "2 Minutes to Midnight" (Adrian Smith, Bruce Dickinson)
  - La Grande Halle De La Villette, Párizs, Franciaország, 1992. szeptember 5.
11. Iron Maiden
  - Helsinki Ice Hall, Helsinki, Finnország, 1992. augusztus 27.
12. Hallowed Be Thy Name
  - The Olympic Arena, Moszkva, Oroszország, 1993. június.

## Közreműködők
- Bruce Dickinson – ének
- Dave Murray – gitár
- Janick Gers – gitár
- Steve Harris – basszusgitár
- Nicko McBrain – dob

és
- Michael Kenney – billentyűs hangszerek